# Wojska Rakietowe Przeznaczenia Strategicznego (Rosja)
Wojska Rakietowe Przeznaczenia Strategicznego (ros. Ракетные войска стратегического назначения, РВСН, Rakietnyje wojska stratiegiczeskogo naznaczenija, RWSN) – jeden z dwóch samodzielnych rodzajów wojsk Sił Zbrojnych Federacji Rosyjskiej (drugi to Wojska Powietrznodesantowe Federacji Rosyjskiej), sprawujący kontrolę nad rosyjskimi międzykontynentalnymi systemami balistycznych pocisków rakietowych (ICBM), odpowiedzialny za ich utrzymanie w stanie gotowości bojowej oraz operacyjne użycie w warunkach bojowych. Ten rodzaj wojsk jest jednym z trzech elementów rosyjskiej triady nuklearnej, obok strategicznych komponentów Marynarki Wojennej i Sił Powietrzno-Kosmicznych.

## Struktura organizacyjna
Wojska Rakietowe Przeznaczenia Strategicznego składają się z:
- stacjonarnych wojsk rakietowych;
- mobilnych wojsk rakietowych;
- wojsk specjalnych (stanowią je w szczególności wojska komunikacyjne oraz techniczne służby nuklearne);
- jednostek służb tyłowych i instytucji.

### Dowództwo
Pośrednią kontrolę nad RWSN sprawuje Dowódca Wojsk Rakietowych Przeznaczenia Strategicznego, będący przełożonym Sztabu Głównego RWSN, odpowiedzialnego za planowanie i operacyjną kontrolę na wojskami rakietowymi:
Dowódcy
- gen. armii Jurij Maksimow - 10.7.85 - 19.8.92;
- marszałek Federacji Rosyjskiej Igor Siergiejew - 19.8.92 - 22.5.97
- gen. armii Władimir Jakowlew - 6.97 - 27.4.01
- gen. płk Nikołaj Sołowcow - 27.4.01 - 3.8.09
- gen. por. Andriej Szwajczenko - 3.8.09 - 22.6.10
- gen. płk. Siergiej Karakajew - od 22 czerwca 2010

Sztab składa się z odpowiedzialnych za poszczególne działy Zarządów:
- Zarząd Operacyjny Sztabu Głównego - odpowiedzialny za dowodzenie operacyjne i kontrolę nad jednostkami bojowymi oraz planowanie w zakresie działań bojowych;
- Główny Zarząd Uzbrojenia Rakietowego (GURWO) - kierowany przez Zastępcę Dowódcy ds. uzbrojenia, odpowiedzialny jest za dokonywanie wyborów specyfikacji systemów rakietowych, wsparcie dla przemysłu w zakresie rozwoju nowych pocisków i systemów rakietowych oraz testy systemów i pocisków. Zarząd ten kieruje także instytutami naukowymi Wojsk Rakietowych Przeznaczenia Strategicznego oraz ich polami testowymi;
- Główny Zarząd Służb Technicznych Broni Rakietowej i Urządzeń (GUERWO) - odpowiedzialny za bieżący serwis i utrzymanie techniczne systemów rakietowych;
- Zarząd Treningu Bojowego i Wojskowych Instytucji Akademickich - kierowany przez Zastępcę Dowódcy ds. wyszkolenia bojowego, odpowiedzialny za szkolenie personelu wojsk rakietowych. Szkolenie oraz szkolenie zaawansowane oficerów odbywa się w czterech instytutach inżynieryjnych w Krasnodarze, Permie, Rostowie nad Donem oraz w Sierpuchowie, a także w Akademii Wojskowej im. Piotra Wielkiego w Moskwie.
- Zarząd Łączności - dowodzony przez Szefa Wojsk Łączności, odpowiedzialny za funkcjonowanie systemu C3 (ang. Command, Conntrol and Communication). Zarząd ten sprawuje nadzór i kontrolę nad wojskami łączności oraz odpowiednimi instytutami naukowo-badawczymi;
- Zarząd Szósty - odpowiedzialny za serwis głowic i ładunków nuklearnych. W szczególności, Zarząd ten odpowiedzialny jest za dopuszczenie głowic do wyposażenia wojska w zakładach przemysłowych, transport głowic i ładunków nuklearnych do scentralizowanych składów, ich transfer do jednostek bojowych, planowanie inspekcji głowic nuklearnych oraz przechowywanie głowic nie będących w gotowości bojowej.
- Biuro Służb Tyłowych odpowiedzialne za zaopatrzenie wojsk rakietowych w pozostałym niezbędnym zakresie.

Szefami poszczególnych Zarządów, są Zastępcy Dowódcy w podległych im działach oraz Sztab Główny, będący kolegialnym I Zastępcą Dowódcy.

### Organizacja jednostek wojsk rakietowych
Strategiczne wojska rakietowe podzielone są na armie rakietowe, dywizje rakietowe, pułki rakietowe, jednostki wydzielone oraz instytucje akademickie.
- Armie rakietowe są najwyższymi hierarchicznie związkami operacyjnymi wojsk rakietowych, zwykle składają się kilku dywizji pocisków ICBM. W ich skład wchodzą także wojska specjalne oraz składy fizycznie nierozmieszczonych w wyrzutniach pocisków.
- Dywizje rakietowe są najmniejszymi związkami taktycznymi, zdolnymi do samodzielnego wypełniania zadań bojowych. Dywizje składają się z kilku pułków rakietowych, dywizjonu dowodzenia oraz technicznej bazy remontowej i bazy serwisowej pocisków. Dywizje wyposażone w mobilne systemy rakietowe posiadają dodatkowo samodzielny batalion inżynieryjno-saperski odpowiedzialny za przygotowanie pozycji oraz patrolowanie tras poruszania się systemów rakietowych.
- Pułki rakietowe są podstawowymi jednostkami bojowymi, bezpośrednio odpowiedzialnymi za prowadzenie operacji bojowych. W skład pułku wchodzi kilka dywizjonów, pułkowe stanowisko dowodzenia oraz jednostki wsparcia. Dokładna kompozycja pułku rakietowego uzależniona jest od typu znajdujących się na jego wyposażeniu pocisków rakietowych.

| Organizacja i wyposażenie SWR SZ FR | Organizacja i wyposażenie SWR SZ FR | Organizacja i wyposażenie SWR SZ FR |
| Armia SWR                           | Dywizja SWR                         | Uzbrojenie                          |
| ----------------------------------- | ----------------------------------- | ----------------------------------- |
| 27 A SWR Władimir                   | 7 DSWR Oziernyj                     | SS-25                               |
| 27 A SWR Władimir                   | 28 DSWR Kozielsk                    | SS-19 zast. SS-27M2                 |
| 27 A SWR Władimir                   | 60 DSWR Tatiszczewo                 | SS-27, SS-19                        |
| 27 A SWR Władimir                   | 14 DSWR Joszkar Oła                 | SS-25                               |
| 27 A SWR Władimir                   | 54 DSWR Tejkowo                     | SS-27, SS-27M2                      |
| 31 A SWR Orenburg                   | 8 DSWR Jurija                       | SS-25                               |
| 31 A SWR Orenburg                   | 42 DSWR Niżnyj Tagił                | SS-25 zast. SS-27M2                 |
| 31 A SWR Orenburg                   | 13 DSWR Jasnyj                      | SS-18                               |
| 33 A SWR Omsk                       | 39 DSWR Nowosybirsk                 | SS-25 zast. SS-27M2                 |
| 33 A SWR Omsk                       | 35 DSWR Barnaul                     | SS-25                               |
| 33 A SWR Omsk                       | 62 DSWR Użuń                        | SS-18                               |
| 33 A SWR Omsk                       | 29 DSWR Irkuck                      | SS-25                               |

## Podstawowe wyposażenie
Podstawowe wyposażenie strategicznych sił rakietowych stanowią międzykontynentalne pociski balistyczne klasy ICBM oraz ich stacjonarne (silosy) oraz mobilne, samochodowe wyrzutnie typu TEL. Według stanu na 1 stycznia 2009 roku, w posiadaniu tych wojsk znajdowały się 454 podziemne silosy startowe oraz 370 rozmieszczonych w nich międzykontynentalnych pocisków balistycznych czterech typów. 1 stycznia 2009 roku, wojska rakietowe dysponowały ponadto piętnastoma mobilnymi wyrzutniami samochodowymi wraz z pociskami do nich. Szczegółowy wykaz według stanu zgłoszonego zgodnie z wymogami traktatu START I, przedstawia zamieszczona niżej tabela.
| Typ             | kod NATO | Liczba wyrzutni | Rozmieszczone pociski |
| --------------- | -------- | --------------- | --------------------- |
| R-36M2          | SS-18    | 104             | 68                    |
| RS-18B          | SS-19    | 120             | 72                    |
| RT-2PM Topol    | SS-25    | 180             | 180                   |
| RS-12M2 Topol-M | SS-27    | 50              | 50                    |
| RS-12M1 Topol-M | SS-27    | 15 (mobilnych)  | 15                    |
| Razem           | Razem    | 469             | 385                   |

Lekkie i średnie pułki rakietowe ICBM posiadają 10 wyrzutni w postaci silosów. Ciężkie pułki rakietowe natomiast, dysponują sześcioma wyrzutniami. Pięć z sześciu ciężkich dywizji posiada w swoim składzie jeden pułk z 10 dziesięcioma wyrzutniami. Pułki mobilne posiadają 10 wyrzutni mobilnych.
Lekkie i średnie dywizje rakietowe składają się z 4 do 11 pułków (łącznie 40 do 110 wyrzutni). Dywizje ciężkie natomiast, rozmieszczone są z pięcioma do dziesięciu pułków, posiadającymi odpowiednio 30 do 64 silosów.
Potencjał rosyjskich Wojsk Rakietowych Strategicznego Przeznaczenia w 2010.
| Typ rakiety     | Typ rakiety | Liczba rakiet | Liczba głowic | Liczba głowic |
| Nazwa rosyjska  | Kod NATO    | Liczba rakiet | Na rakiecie   | Razem         |
| --------------- | ----------- | ------------- | ------------- | ------------- |
| Р-36МУТТХ/36М2  | SS-18       | 58            | 10            | 580           |
| УР-100НУТТХ     | SS-19       | 70            | 6             | 420           |
| Тополь -M silos | SS-27       | 49            | 1             | 49            |
| Тополь -M silos | SS-27       | 18            | 1             | 18            |
| РС-24 mobil     |             | 3             | 3             | 9             |
| Razem           | Razem       | 369           |               | 1247          |

## Historia
Wojska rakietowe Armii Czerwonej utworzone zostały dekretem z 13 maja 1946 i podporządkowane VI Oddziałowi Generalnego Zarządu Artylerii Sztabu Generalnego ZSRR.
W końcu 1959 Siły Zbrojne ZSRR dysponowały jedną jednostką wojskową międzykontynentalnych pocisków balistycznych, kilkoma brygadami inżynieryjnymi oraz ponad dwudziestoma pułkami uzbrojonymi w pociski pośredniego zasięgu (IRBM). Osiemnaście pułków inżynieryjnych w rezerwie najwyższego dowództwa było częścią Strategicznych Sił Powietrznych wchodzących w skład Wojskowych Sił Powietrznych ZSRR. Pozostałe pułki podlegały zastępcy Ministra Obrony do spraw broni specjalnej i inżynierii rakietowej. Taka decentralizacja komplikowała jednak sposób używania oraz rozwój broni rakietowej. W konsekwencji tych trudności, dekretem Rady Ministrów Związku Radzieckiego, 17 grudnia 1959 roku, utworzono Wojska Rakietowe Przeznaczenia Strategicznego ZSRR. Mniej więcej w tym samym czasie, do służby operacyjnej skierowany został pierwszy pocisk międzykontynentalny R-7. Utworzenie strategicznych sił rakietowych jako samodzielnego rodzaju sił zbrojnych, pozytywnie wpłynęło na zdolność bojową radzieckich sił rakietowych i (chociaż nieco przedwcześnie) pozwoliło im pełnić funkcje strategiczne bez zewnętrznej pomocy ze strony pozostałych rodzajów wojsk.
W 1990 SWR stanowiły samodzielny rodzaj Sił Zbrojnych w skład którego wchodziły związki operacyjne i taktyczne strategicznych rakiet balistycznych, jednostek wojsk łączności, obsługi technicznej, ochrony i obrony, wojsk tyłowych oraz arsenałów i ośrodków badawczych. 
Do 1991 do SWR wprowadzano zestawy rakietowe czwartej generacji, kontynuowano dostawy mobilnych zestawów RS-12M i RT-23UTTH oraz wdrażano system zautomatyzowanego dowodzenia. W tym czasie SWR posiadało siedem typów strategicznych rakiet balistycznych. Zasadniczą część potencjału stanowiły platformy z głowicami MIRV82. Ponad 56% platform oraz około 78% głowic nuklearnych utrzymywano w komponencie stacjonarnym, pozostałe stanowiły potencjał komponentu mobilnego. 
Groźba nacjonalizacji po rozpadzie ZSRR spowodowała, że 16 stycznia 1992 na bazie rosyjskiego Ministerstwa Obrony utworzono Główne Dowództwo Połączonych SZ Wspólnoty Niepodległych Państw.
Podpisany 23 maja 1992 w Lizbonie protokół uzupełniający układ START I zobowiązywał sukcesorów ZSRR do przekazania Federacji Rosyjskiej przejętego potencjału jądrowego. Opracowany plan formowania rosyjskich Sił Zbrojnych z czerwca 1992 zakładał włączenie w ich skład Strategicznych Wojsk Rakietowych. Dekretem z 12 listopada 1991 samodzielne dotąd Strategiczne Wojska Rakietowe włączono w skład Strategicznych Sił Powstrzymywania Nuklearnego.
Podpisanie układu START II wskazywało na konieczność wycofania do 1 stycznia 2003 roku 359 rakiet z głowicami MIRV rozmieszczonych w Rosji oraz 284 rakiet rozmieszczonych na terytorium Ukrainy i Kazachstanu, czyli prawie ośmiokrotną redukcję potencjału SWR. W jej rezultacie skuteczność rosyjskiego uderzenia odwetowego spadłaby o około 50%.
Zgodnie z układem INF, do czerwca 1991 zakończono redukcję rakiet balistycznych średniego zasięgu. Rozformowano dowództwo 50 Armii SWR oraz 46 Dywizję SWR z 33 Armii SWR i 53 Dywizję SWR z 27 Armii SWR, zredukowano 30., 33. i 34 Dywizję SWR. Łącznie rozformowano pięć dywizji oraz 58 pułków rakietowych. Do 1994 redukcja UR-100K i UR-100U skutkowała rozformowaniem 5. i 27 Dywizji SWR z 53 Armii SWR. W 1995 na terytorium Ukrainy rozformowano dowództwo 43 Armii SWR i rozpoczęto redukcję rozpoczęto likwidację 43 i 19 Dywizji SWR. We wrześniu 1996 zlikwidowano grupę SWR w Kazachstanie. Na Białorusi zakończono likwidację  50 Armii SWR, a do końca 1996 ekwiwalent dziewięciu pułków rakietowych wycofano do Rosji i włączono w skład aktywowanej 35 oraz 7 i 14 Dywizji SWR.
Dekret prezydenta Rosji nr 337 z 24 marca 2001 wprowadzający zmiany organizacyjne w Siłach Zbrojnych zdeprecjonował SWR do rangi samodzielnego rodzaju wojsk, podporządkowanego bezpośrednio Sztabowi Generalnemu. Nadal prowadzono redukcję i do 2002 zlikwidowano stacjonarne zestawy RT-23UTTH, rozformowano 53 Armię SWR i 4 Dywizję SWR, 51 Dywizję SWR z 53 Armii SWR przekazano do 33 Armii SWR, równoważąc potencjał rozformowanej 41 Dywizji SWR.
Po jednostronnym wyjściu USA z układu o ograniczeniu systemów obrony przeciwrakietowej, w 2003 zawieszono wykonanie postanowień START II  w odniesieniu do platform z głowicami MIRV. Mimo redukcji, potencjał jądrowy w 2006 pozostawał gwarantem bezpieczeństwa Rosji oraz czynnikiem potwierdzającym utrzymywanie pozycji supermocarstwa w skali globalnej. W 2007 łączny wynik redukcji potencjału SWR stanowił ekwiwalent dziesięciu pułków rakietowych. Rozformowano 23 Dywizję SWR, zmodernizowano zestawy rakietowe w 54 Dywizji SWR.
W 2008 z eksploatacji wycofano pięć zestawów R-36MUTTH/R- 36M2 oraz 26 zestawów UR-1OONUTTH. Gotowość operacyjną osiągnął piąty pułk rakietowy 60 Dywizji SWR, a w system dyżurowania bojowego 54 Dywizji SWR włączono pułk przezbrojony w mobilne zestawy RT-2PM2101.
W 2008 SWR dysponowały 430 platformami i 1605 ładunkami jądrowymi. W składzie mobilnej oraz stacjonarnej grupy SWR pozostawały trzy armie SWR oraz dwanaście dywizji SWR, dysponujących pięcioma typami strategicznych rakiet balistycznych czwartej oraz piątej generacji, w tym czterema stacjonarnymi oraz dwoma mobilnymi.

W latach 2008–2011 zreorganizowano elementy systemu dowodzenia oraz wsparcia materiałowo-technicznego. Około  80 samolotów i śmigłowców przekazano w podporządkowanie Dowództwa Lotnictwa Transportowego. W 2016 strategiczne wojska rakietowe posiadały na wyposażeniu 332 międzykontynentalne rakiety balistyczne w tym: 54 x RS-20, 108 x RS-12 M, 30 x RS-18,  60 x RS-12M2 Topol-M, 58 x RS-24 Jars,  4 x RS-24 Jars (silosy).

## Struktura organizacyjna
| Jednostki centralnego podporządkowania (2011)             | Jednostki centralnego podporządkowania (2011) |
| Nazwa                                                     | Miejsce stacjonowania                         |
| --------------------------------------------------------- | --------------------------------------------- |
| Dowództwo WRPS                                            | Odyncowo-10                                   |
| 4 Państwowy Centralny Poligon Wojskowy MO FR              | Znamieńsk-3                                   |
| 788 Naukowo-Doświadczalne Centrum Uzbrojenia i Sprzętu WL | Znamieńsk-3.                                  |
| 2 Baza Samochodowa                                        | Odyncowo-10                                   |
| Centralny Punkt Dowodzenia                                | Odyncowo-10                                   |
| 882 Centralny WŁ                                          | Odyncowo-10                                   |
| Zapasowy Centralny Punkt Dowodzenia                       | Bałabanowo-1                                  |
| 1193 Centrum Dowodzenia Bojowego                          | Konstantinowo-5, obwód Niżgorod               |
| 1231 Centrum Dowodzenia Bojowego                          | Kytlym, obwód Swierdłowsk                     |
| 21 Arsenał                                                | Kosulino-1, rej. Bełjarsk, obwód Swierdłowsk  |
| 27 Arsenał                                                | Konstantinowo-5, obwód Niżgorod               |
| 29 Arsenał                                                | Balezino, Republika Udmurcii                  |
| 2490 Centralna Baza Sprzętu Technicznego                  | Nowodugino-1                                  |
| 2565 Centralna Baza Sprzętu Technicznego                  | Elektrogorsk                                  |
| 2729 Centralna Baza Sprzętu Samochodowego                 | Niżnyj Nowgorod                               |
| 161 Szkoła Techników SWR                                  | Znamieńsk-4                                   |
| 47 Regionalne Centrum Szkolenia                           | Ostrow                                        |
| 90 Regionalne Centrum Szkolenia                           | Pieresław Zaleski                             |

| Organizacja SWR w 1991 | Organizacja SWR w 1991 | Organizacja SWR w 1991 | Organizacja SWR w 1996 | Organizacja SWR w 1996 | Organizacja SWR w 1996 | Organizacja SWR w 2015 | Organizacja SWR w 2015 | Organizacja SWR w 2015 |
| Armia SWR              | Dywizja SWR            | Garnizon               | Armia SWR              | Dywizja SWR            | Garnizon               | Armia SWR              | Dywizja SWR            | Garnizon               |
| ---------------------- | ---------------------- | ---------------------- | ---------------------- | ---------------------- | ---------------------- | ---------------------- | ---------------------- | ---------------------- |
| 27 A SWR Władimir      | 7 DSWR                 | Wypołzowo              | 27 A SWR Władimir      | 7 DSWR                 | Wypołzowo              | 27 A SWR Władimir      | 7 DSWR                 | Wypołzowo              |
| 27 A SWR Władimir      | 28 DSWR                | Kozielsk               | 27 A SWR Władimir      | 28 DSWR                | Kozielsk               | 27 A SWR Władimir      | 28 DSWR                | Kozielsk               |
| 27 A SWR Władimir      | 10 DSWR                | Kostroma               | 27 A SWR Władimir      | 10 DSWR                | Kostroma               | 27 A SWR Władimir      | 28 DSWR                | Kozielsk               |
| 27 A SWR Władimir      | 60 DSWR                | Tatiszczewo            | 27 A SWR Władimir      | 60 DSWR                | Tatiszczewo            | 27 A SWR Władimir      | 60 DSWR                | Tatiszczewo            |
| 27 A SWR Władimir      | 14 DSWR                | Joszkar Oła            | 27 A SWR Władimir      | 14 DSWR                | Joszkar Oła            | 27 A SWR Władimir      | 14 DSWR                | Joszkar Oła            |
| 27 A SWR Władimir      | 54 DSWR                | Tejkowo                | 27 A SWR Władimir      | 54 DSWR                | Tejkowo                | 27 A SWR Władimir      | 54 DSWR                | Tejkowo                |
| 31 A SWR Orenburg      | 8 DSWR                 | Jurija                 | 31 A SWR Orenburg      | 8 DSWR                 | Jurija                 | 31 A SWR Orenburg      | 42 DSWR                | Niżnyj Tagił           |
| 31 A SWR Orenburg      | 42 DSWR                | Niżnyj Tagił           | 31 A SWR Orenburg      | 42 DSWR                | Niżnyj Tagił           | 31 A SWR Orenburg      | 42 DSWR                | Niżnyj Tagił           |
| 31 A SWR Orenburg      | 13 DSWR                | Jasnyj                 | 31 A SWR Orenburg      | 13 DSWR                | Dombarowsk             | 31 A SWR Orenburg      | 13 DSWR                | Dombarowsk             |
| 31 A SWR Orenburg      | 56 DSWR                | Berszet                | 31 A SWR Orenburg      | 56 DSWR                | Berszet                | 31 A SWR Orenburg      | 13 DSWR                | Dombarowsk             |
| 31 A SWR Orenburg      | 59 DSWR                | Kartały                | 31 A SWR Orenburg      | 59 DSWR                | Kartały                | 31 A SWR Orenburg      | 13 DSWR                | Dombarowsk             |
| 33 A SWR Omsk          | 23 DSWR                | Kańsk                  | 33 A SWR Omsk          | 23 DSWR                | Kańsk                  | 33 A SWR Omsk          | 35 DSWR                | Barnauł                |
| 33 A SWR Omsk          | 36 DSWR                | Krasnojarsk            | 33 A SWR Omsk          | 36 DSWR                | Krasnojarsk            | 33 A SWR Omsk          | 35 DSWR                | Barnauł                |
| 33 A SWR Omsk          | 38 DSWR                | Dzierżawińsk           | 33 A SWR Omsk          | 35 DSWR                | Barnauł                | 33 A SWR Omsk          | 35 DSWR                | Barnauł                |
| 33 A SWR Omsk          | 39 DSWR                | Nowosybirsk            | 33 A SWR Omsk          | 39 DSWR                | Nowosybirsk            | 33 A SWR Omsk          | 39 DSWR                | Nowosybirsk            |
| 33 A SWR Omsk          | 41 DSWR                | Alejsk                 | 33 A SWR Omsk          | 41 DSWR                | Alejsk                 | 33 A SWR Omsk          | 39 DSWR                | Nowosybirsk            |
| 33 A SWR Omsk          | 57 DSWR                | Zangistobe             | 33 A SWR Omsk          | 62 DSWR                | Użur                   | 33 A SWR Omsk          | 62 DSWR                | Użur                   |
| 33 A SWR Omsk          | 62 DSWR                | Użur                   | 33 A SWR Omsk          | 62 DSWR                | Użur                   | 33 A SWR Omsk          | 62 DSWR                | Użur                   |
| 53 A SWR Czysta        | 29 DSWR                | Irkuck                 | 53 A SWR Czysta        | 29 DSWR                | Irkuck                 | 33 A SWR Omsk          | 29 DSWR                | Irkuck                 |
| 53 A SWR Czysta        | 27 DSWR                | Swobodnyj              | 53 A SWR Czysta        | 29 DSWR                | Irkuck                 | 33 A SWR Omsk          | 29 DSWR                | Irkuck                 |
| 53 A SWR Czysta        | 4 DSWR                 | Drowanaja              | 53 A SWR Czysta        | 4 DSWR                 | Drowanaja              |                        |                        |                        |
| 53 A SWR Czysta        | 5 DSWR                 | Jasnaja                | 53 A SWR Czysta        | 4 DSWR                 | Drowanaja              |                        |                        |                        |
| 43 A SWR Winnica       | 19 DSWR                | Chmielnicki            |                        |                        |                        |                        |                        |                        |
| 43 A SWR Winnica       | 43 DSWR                | Pierwomajsk            |                        |                        |                        |                        |                        |                        |
| 43 A SWR Winnica       | 46 DSWR                | Kremenczug             |                        |                        |                        |                        |                        |                        |
| 50 A SWR Smoleńsk      | 34 DSWR                | Lida                   |                        |                        |                        |                        |                        |                        |
| 50 A SWR Smoleńsk      | 30 DSWR                | Mozyr                  |                        |                        |                        |                        |                        |                        |
| 50 A SWR Smoleńsk      | DSWR                   | Postawy                |                        |                        |                        |                        |                        |                        |

armie i związki rakietowe
- armie rakietowe:Ракетные армии:
  - Władimirska Formacja Rakietowa (Witebska Gwardyjska Armia Rakietowa);
  - Orenburska Formacja rakietowa (Orenburska Armia Rakietowa);
  - Omskia Formacja rakietowa (Bierisławsko-Chinganska Gwardyjska Armia Rakietowa).
- związki rakietowe:
  - Bołogojewski Związek Rakietowy (Gwardyjska Dywizja Rakietowa);
  - Barnaulski Związek Rakietowy (Dywizja Rakietowa);- Барнаульское ракетное соединение (ракетная Краснознаменная орденов Кутузова и Александра Невского дивизия);
  - Irkucki Związek Rakietowy (Gwardyjska Dywizja Rakietowa);
  - Joszkar-Oliński Związek Rakietowy (Dywizja Rakietowa);
  - Kozielski Związek Rakietowy (Gwardyjska Dywizja Rakietowa);
  - Nowosybirski Związek Rakietowy (Gwardyjska Dywizja Rakietowa);
  - Tatiszczewski Związek Rakietowy (Dywizja Rakietowa);
  - Tagilski Związek Rakietowy (Dywizja Rakietowa);
  - Tejkowski Związek Rakietowy (Dywizja Rakietowa);
  - Użurski Związek Rakietowy (Dywizja Rakietowa);
  - Juriański Związek Rakietowy (Dywizja Rakietowa);
  - Jaśnieński Związek Rakietowy (Dywizja Rakietowa).
- Centralny Poligon Państwowy Rodzajów Sił Zbrojnych Poligon Ministerstwa Obrony Federacji Rosyjskiej;

Высшие военно-учебные заведения:
- Wojskowa Akademia Wojsk Rakietowych Przeznaczenia Strategicznego.